# Guerra Secreta
Nota: Se procura pelo evento do ser Beyonder, consulte Guerras Secretas.
Guerra Secreta (no original, Secret War) é uma minissérie de banda desenhada da Marvel Comics, escrito por Brian Michael Bendis e pintada por Gabriele Dell'otto. Envolveu principalmente a S.H.I.E.L.D. e alguns heróis do Universo Marvel.

## História
Nick Fury, chefe da S.H.I.E.L.D., após investigações, acredita que o governo da Latvéria financia secretamente vilões que atuam nos Estados Unidos, e por isso pede ao governo norte-americano para tomar alguma atitude em relação a isso. Porém, o governo recusa, devido aos problemas que isso poderia causar nas relações políticas entre os países. Então, Fury reúne um grupo de super-heróis composto por Homem-Aranha, Luke Cage, Demolidor, Wolverine, Viúva Negra e Capitão América para, sem autorização do Governo Americano, atacar secretamente a Latvéria, comandada por Lúcia von Bardas, primeira-ministra eleita (o Dr. Destino não estava no poder).
Após o fato, Fury sumiu, deixando a S.H.I.E.L.D. sob a liderança de Maria Hill.

## Publicação no Brasil
A saga foi publicada no Brasil pela Panini em três partes, entre outubro e dezembro de 2005.  
Posteriormente foi republicada como parte da Coleção Oficial de Graphic Novels do Editorial Salvat.

## Em outras mídias

### Videogames
A série foi adaptada no jogo eletrônico Marvel Ultimate Alliance 2, lançado em 2009 para diversas plataformas.